# Isabellfarbene Gespenstfledermaus

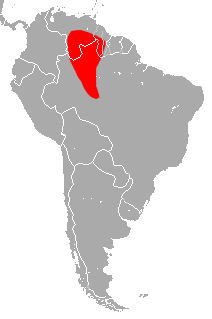
Verbreitungsgebiet der Isabellfarbenen Gespenstfledermaus

Die Isabellfarbene Gespenstfledermaus (Diclidurus isabella oder Diclidurus isabellus) ist ein im nördlichen Südamerika verbreitetes Fledertier in der Gattung der Amerikanischen Gespenstfledermäuse. Die Art ist der einzige Vertreter der Untergattung Depanycteris, die zeitweilig als Gattung geführt wurde. Trotz isabellfarbener Körperteile könnte sich Oldfield Thomas bei seiner Erstbeschreibung auf eine Person namens Isabell bezogen haben.

## Merkmale
Diese Fledermaus ist mit einer durchschnittlichen Kopf-Rumpf-Länge von 59 mm und einem Gewicht von 13,3 bis 15,6 g die kleinste Art ihrer Gattung. Allgemein gilt für Gattungsvertreter eine Schwanzlänge von 15 bis 25 mm. Außer den Geschlechtsorganen gibt es keine Unterschiede zwischen Männchen und Weibchen. Das Fell ist am Hinterteil isabellfarben und wird an anderen Körperteilen heller bis weißlich. Es sind etwa 54 mm lange Unterarme, Hinterfüße von 12 bis 14 mm Länge und 15 bis 17 mm lange Ohren vorhanden. Die hellbraunen Flughäute sind leicht durchscheinend. Typisch sind abgerundete Ohren, die dicht anliegen und nur wenig hervorragen. Auf der Schwanzflughaut befinden sich bei Männchen nahe der Schwanzspitze sackförmige Drüsen.

## Verbreitung
Die Art ist vom zentralen Venezuela und zentralen Guyana bis ins zentrale Amazonasbecken in Brasilien verbreitet. Sie lebt im Flachland bis 200 Meter Höhe. Die Isabellfarbene Gespenstfledermaus hält sich in Regenwäldern und anderen immergrünen Wäldern auf. Die Nahrungssuche erfolgt über Waldlichtungen, Wasserläufen, Seen und Lagunen.

## Lebensweise
Die Exemplare sind zwischen Abend- und Morgendämmerung aktiv. Sie jagen Insekten hoch über dem Grund. In Siedlungen besteht die Beute meist aus Insekten, die in der Nähe von Straßenleuchten fliegen. Im April mit Japannetzen gefangene Individuen zeigten keine Anzeichen von Fortpflanzungsverhalten. Die Ruheplätze liegen vermutlich im Blattwerk von Palmen.

## Gefährdung
Regional können Waldrodungen eine Bedrohung darstellen. In geeigneten Habitaten kommt die Art häufig vor. Die IUCN listet die Isabellfarbene Gespenstfledermaus als nicht gefährdet (least concern).